# متحف بيت مماد سائد أوردوبادي (باكو)
متحف بيت مماد سائد أوردوبادي (بالأذربيجانية: Məmməd Səid Ordubadinin ev muzeyi ) - هو البيت الذي عاش فيها الكاتب الاذربيجاني الشهير مماد سائد أوردوبادي منذ 1938 حتى 1950.

## النشأة والتأسيس
يعود تاريخ إنشائه متحف بيت مماد سائد أوردوبادي إلى عام 1979.
في عام 2006 تم إغلاق متحف بيت مماد سائد أوردوبادي للتجديد.
و تم إفتتاح المتحف بعد الترميم بمناسبة الذكرى الثلاثين لإنشاء المتحف عام 2009.
يقع المتحف في مدينة باكو، شارع خاقاني، 19. مديرة المتحف هي لاله عباسزاده.
في الوقت الحاضر المتحف على التابعة وزارة الثقافة.

## معرض المتحف
يضم صندوق المتحف أكثر من 2000 قطعة، و 300 منهن تتعرض في معرض المتحف.
يقع المعرض في غرفتين بمساحة إجمالية 60 متر مربع. و تتضمَّن الغرفة الأولى من المعرض الصور الفوتوغرافية واللوحات ترسم بالدهانات الزيتية وفضلا عن الروايات التاريخية الشهيرة للكاتب.
المنظر العام للغرفة هو نفسه في الدقائق القليلة الأخيرة من حياة الكاتب. في الغرفة الثانية عاش مماد سائد أوردوبادي وتعكس هذه الغرفة إبداعه ونشاته الكاتب.